# Leptomastix tsukumiensis
Leptomastix tsukumiensis är en stekelart som beskrevs av Tachikawa 1963. Leptomastix tsukumiensis ingår i släktet Leptomastix och familjen sköldlussteklar. Inga underarter finns listade i Catalogue of Life.